# Matteo Moschetti
Matteo Moschetti (* 14. srpna 1996) je italský profesionální silniční cyklista jezdící za UCI ProTeam Q36.5 Pro Cycling Team.

## Hlavní výsledky

### Silniční cyklistika
2017
Národní šampionát
 vítěz silničního závodu do 23 let
2018
vítěz ZLM Tour
vítěz International Rhodes Grand Prix
Tour of Antalya
 vítěz bodovací soutěže
vítěz etap 1 a 4
Tour de Normandie
vítěz etap 4 a 7
Vuelta a Burgos
vítěz 2. etapy
Tour de Hongrie
vítěz 2. etapy
International Tour of Rhodes
vítěz 2. etapy
2019
4. místo Grand Prix de Denain
10. místo Scheldeprijs
2020
vítěz Trofeo Campos, Porreres, Felanitx, Ses Salines
vítěz Trofeo Playa de Palma
2021
vítěz Per sempre Alfredo
4. místo Kampioenschap van Vlaanderen
2022
Volta a la Comunitat Valenciana
vítěz 4. etapy
International Tour of Hellas
vítěz 2. etapy
9. místo Trofeo Playa de Palma
2023
vítěz Clásica de Almería
vítěz Grand Prix d'Isbergues
3. místo Grand Prix de Fourmies
5. místo Milán–Turín
5. místo Veenendaal–Veenendaal Classic
5. místo Kampioenschap van Vlaanderen
2024
2. místo Clásica de Almería

#### Výsledky na Grand Tours
| Grand Tour      | 2019 | 2020 | 2021 |
| --------------- | ---- | ---- | ---- |
| Giro d'Italia   | DNF  | —    | 141  |
| Tour de France  | —    | —    | —    |
| Vuelta a España | —    | DNF  | —    |

| —   | Nezúčastnil se |
| DNF | Nedokončil     |

### Dráhová cyklistika
2014
Národní šampionát
 vítěz týmové stíhačky